# Frank Günter Zehnder
Frank Günter Zehnder (* 1938 in Wuppertal-Barmen) ist ein deutscher Kunsthistoriker.
Zehnder studierte Kunstgeschichte, Klassische Archäologie und Geschichte in Freiburg, München und Bonn und wurde 1974 an der Universität Bonn mit einer Arbeit zur Meister der heiligen Veronika promoviert. Von 1972 bis 1996 leitete er die Abteilung für mittelalterliche Malerei am Wallraf-Richartz-Museum in Köln und lehrte als Honorarprofessor am Kunsthistorischen Institut der Universität Bonn. Von 1996 bis 2004  war er Direktor des Rheinischen Landesmuseums Bonn. Von 2009 bis 2024 leitete er die Internationale Kunstakademie Heimbach.
Wesentliche Forschungsschwerpunkte Zehnders sind mittelalterliche und zeitgenössische Kunst sowie Museologie; zu diesen liegen auch zahlreiche Buchveröffentlichungen von ihm vor.
Seit 2006 ist er Ehrenmitglied der katholischen Studentenverbindung KDStV Rheinland zu Köln.